# SoftBank 740N
SoftBank 740N（ソフトバンク740N）、NECカシオ モバイルコミュニケーションズが開発しソフトバンクモバイルが販売するW-CDMA通信方式の携帯電話端末。2010年4月30日に発売された。
ここでは、兄弟機のSoftBank 741N（ソフトバンク741N）についても解説する。

## 主な機能・サービス
- 防犯ブザー
- 位置ナビ
- 生活防水（IPX3相当）

## 特徴

### 740N
- 同社児童向け携帯電話『コドモバイル』の第3弾である。
- 通話とメール（SMS）のみに機能を限定した、ツートンカラー（上部が白色）の小型端末である。

### 741N
- 機能は740Nと変わらない。
- 通話とメールのみの機能なだけに、２台目のケータイとしてもってもらえるよう宣伝している。
- 発表当時、カラーバリエーションにホワイトが存在したが、発売時に、ブラックのみに変更された。（2010年春の総合カタログにはホワイトも紹介されている）